# Armsalamander
Armsalamandern (Siren lacertina) är en ållik art i ordningen stjärtgroddjur.

## Beskrivning
Armsalamandern har en kraftig, slemmig och ålliknande kropp som är grå till olivgrön med ljusare sidor och mörka, och ibland även guldgula, fläckar på ovandelen. På huvudet sitter tre rödaktiga, buskiga yttre gälar. Den saknar bakfötter och har små framfötter med fyra tår. Den uppnår en betydande längd, mellan 49 och 97 centimeter. Könen är helt lika. 
Endast på gommen finns små tänder. Käkarna är beklädda med hornslidor.

## Utbredning
Armsalamandern förekommer i sydöstra Nordamerika från District of Columbia till Florida och södra Alabama. Uppgifter finns om att den även kan finnas i norra Mexiko.

## Vanor
Arten lever hela sitt liv i lugna vatten, som diken, dammar, sjöar och liknande. Den är nattaktiv och tillbringar dagen gömd i bottenslammet eller under klippor och stenar. Födan utgörs främst av kräftdjur och insektslarver, men den tar även spindlar, blötdjur, småfisk, ägg och ungar av andra amfibier, och kan även äta vattenväxter. 
Arten kan kväka och väsa. Det förekommer att den bits som försvar.
Arten är helt neoten och förändras litet från larv till vuxen.
Litet är känt om deras fortplantning. De samlas för att leka i februari till mars. I fångenskap kan honan lägga upp till 500 ägg. Ett fånget exemplar har uppnått en livslängd på 25 år.